# 井出野浩貴
井出野 浩貴（いでの ひろたか、1965年 - ）は、日本の翻訳家、俳人。埼玉県生まれ。1988年、早稲田大学第一文学部フランス文学専修卒業。都内の高等学校で教諭として勤務する傍ら翻訳家として活動する。2007年、俳誌「知音」入会。2013年、第2回青炎賞（「知音」内の新人賞）受賞。2014年、句集『驢馬つれて』で第38回俳人協会新人賞受賞。2015年、川口市芸術奨励賞受賞。

## 著書
翻訳
- 『グルメ探偵』 ピーター・キング 著,井上健 監訳,井出野浩貴 [ほか]訳 バベル・プレス  2000
- 『「天才」を生み出す新しい学習法』ピーター・クライン 著,井出野浩貴, 永田澄江 訳,神田昌典 監修 フォレスト出版  2003
- 『ミシシッピ=アメリカを生んだ大河』ジェームス・M.バーダマン 著,井出野浩貴 訳  講談社  2005 (講談社選書メチエ ; 338)
- 『日本人が誤解しやすい英語生活マナーブック』ジェームス・M.バーダマン 著,井出野浩貴 訳 IBCパブリシング  2007 (対訳ニッポン双書)
- 『うまい！と言われる英語スラングの使い方』ジェームス・Ｍ．バーダマン／共著,マヤ・バーダマン／共著,井出野浩貴／訳  中経出版  2008

句集
- 『驢馬つれて』ふらんす堂  2014 (知音青炎叢書 ; 10) 序文：西村和子、帯文：行方克巳

### 記事・論文
- 『名句をより深く味わうために 知っておきたい!雨の季語21』掲載誌 俳句 65(7) 2016-06 p.162-164